# Équipe cycliste Isolmant-Premac-Vittoria
L'équipe cycliste Isolmant-Premac-Vittoria, anciennement Still Bike Team A.S. Dilettantistica, puis  Eurotarget-Bianchi-Vitasana est une équipe cycliste professionnelle féminine basée à Almenno San Bartolomeo, en Italie. Elle devient professionnelle en 2018.

## Histoire de l'équipe
En 2007, l'ancien coureur cycliste Giovanni Fidanza fonde l'équipe junior Still Bike dans le but de promouvoir le cyclisme féminin dans les catégories juniors (moins de 19 ans). Parmi les coureuses de l'équipe se trouvent ses filles Arianna et Martina Fidanza, qui remportent des titres et d'autres médailles lors de championnats nationaux et internationaux sur piste au cours des années suivantes.
Parallèlement à l'accession d'Arianna Fidanza à l'élite, l'équipe obtient une licence en tant qu'équipe féminine UCI à partir de la saison 2018, et en tant qu'équipe continentale féminine UCI à partir de 2020. Giovanni Fidanza est le directeur sportif et sa femme Nadia Baldi est la manager de l'équipe.
Les premières victoires de l'équipe sont remportées par Ana Maria Covrig lors des championnats de Roumanie en 2018 et 2019. En tant qu'équipe italienne, l'équipe est invitée à plusieurs reprises au Tour d'Italie. Gaia Realini obtient plusieurs résultats notables lors des éditions 2021 et 2022 avant de quitter l'équipe en 2023.

## Classements UCI
Ce tableau présente les places de l'équipe au classement de l'Union cycliste internationale en fin de saison, ainsi que la meilleure cycliste au classement individuel de chaque saison.
| Classement UCI | Classement UCI         | Classement UCI                              | Classement UCI |
| Année          | Classement par équipes | Meilleure coureuse au classement individuel |                |
| -------------- | ---------------------- | ------------------------------------------- | -------------- |
| 2018           | 39e                    | Arianna Fidanza (203e)                      |                |
| 2019           | 29e                    | Arianna Fidanza (145e)                      |                |
| 2020           | 44e                    | Elena Franchi (405e)                        |                |
| 2021           | 47e                    | Gaia Realini (201e)                         |                |
| 2022           | 52e                    | Gaia Realini (240e)                         |                |
| 2023           | 70e                    | Carmela Cipriani (793e)                     |                |
| 2024           | 66e                    | Asia Zontone (816e)                         |                |
|                |                        |                                             |                |
| Source : UCI   |                        |                                             |                |

L'équipe participe à l'UCI World Tour féminin. Le tableau ci-dessous présente les classements de l'équipe sur ce circuit, ainsi que sa meilleure coureuse au classement individuel.
| UCI World Tour | UCI World Tour         | UCI World Tour                              | UCI World Tour |
| Année          | Classement par équipes | Meilleure coureuse au classement individuel |                |
| -------------- | ---------------------- | ------------------------------------------- | -------------- |
| 2019           | 38e                    | Elena Franchi (197e)                        |                |
| 2020           | 29e                    | Elena Franchi (142e)                        |                |
| 2022           | 26e                    | Gaia Realini (118e)                         |                |
|                |                        |                                             |                |
| Source : UCI   |                        |                                             |                |

## Encadrement
Giovanni Fidanza est le directeur sportif de l'équipe. Paolo Ratti est en est son représentant auprès de l'UCI. 

## Isolmant-Premac-Vittoria en 2022

### Effectif
| Effectif 2022          | Effectif 2022     | Effectif 2022 | Effectif 2022                        |
| Cycliste               | Date de naissance | Pays          | Équipe précédente                    |
| ---------------------- | ----------------- | ------------- | ------------------------------------ |
| Ainara Albert          | 21 juin 2003      | Espagne       |                                      |
| Angelica Brogi         | 20 octobre 1998   | Italie        | Aromitalia Vaiano (2020)             |
| Alice Capasso          | 23 décembre 2002  | Italie        |                                      |
| Noemi Lucrezia Eremita | 30 août 2002      | Italie        |                                      |
| Alice Gasparini        | 14 décembre 1997  | Italie        | Servetto Giusta (2017)               |
| Gaia Realini           | 19 juin 2001      | Italie        |                                      |
| Beatrice Rossato       | 6 novembre 1996   | Italie        | Top Girls Fassa Bortolo (2018)       |
| Emanuela Zanetti       | 13 mars 2000      | Italie        |                                      |
| Asia Zontone           | 4 novembre 2001   | Italie        | Servetto-Makhymo-Beltrami TSA (2021) |
|                        |                   |               |                                      |
| Source : UCI           |                   |               |                                      |

### Victoires
| Victoires | Victoires | Victoires | Victoires | Victoires | Victoires |
| Date      | Course    | Pays      | Classe    | Vainqueur |           |
| --------- | --------- | --------- | --------- | --------- | --------- |

### Classement mondial
| Classement UCI | Classement UCI   | Classement UCI | Classement UCI |
| Coureuse       | Coureuse         | Pays           | Points         |
| -------------- | ---------------- | -------------- | -------------- |
| 240e           | Gaia Realini     | Italie         | 115 pts        |
| 1008e          | Beatrice Rossato | Italie         | 8 pts          |
| 1008e          | Emanuela Zanetti | Italie         | 8 pts          |